# Alianța Pământului
Alianța Pământului este numele unei alianțe fictive a națiunilor Pământului și a coloniilor din afara Pământului din serialul de televiziune Babylon 5. Trecerea guvernului Pământului de la un guvern democratic, ales la unul autoritar, militarist și înapoi la democrație este o temă majoră a seriei. Este considerată una dintre cele cinci puteri diplomatice / militare galactice majore (Alianța Pământului, Regimul Narn, Federația Minbari, Republica Centauri și Imperiul Vorlon) din filmul pilot Babylon 5 „The Gathering”. Au scaune separate în fruntea camerelor de consiliu din stația Babylon 5. Liga Lumilor Nealiniate se află în secțiunea adunării generale. 

## Structura
Alianța Pământului este una dintre puterile majore ale galaxiei, probabil cea mai puternică dintre rasele tinere (cealaltă fiind federația Minbari) din universul Babylon 5. Pe lângă Pământ, Alianța include 23 de colonii; unele dintre cele mai proeminente colonii se află pe planetele Marte, Orion 7 și Proxima 3. Un motiv pentru colonizarea rapidă a galaxiei de către umanitate este utilizarea unor nave stelare de clasă Explorer de lungă durată care pot construi porți de salt în hiperspațiu; salturile permit navelor colonie și navelor de aprovizionare să se deplaseze ușor de la o colonie a Pământului la alta. 
În afară de Babylon 5 în sine, cele mai frecvente stații spațiale umane menționate în universul B5 sunt stațiile spațiale în formă de roată, cu design de torus Stanford. Aceste stații se rotesc pentru a produce pseudo-gravitație. Se pare că au un design standardizat, cu puține variații interne. Adesea este menționată „Stația Io” care a menținut calea principală de intrare și de ieșire din Sistemul Solar al Pământului. Garibaldi menționează, de asemenea, că una dintre aceste stații este „aproape de Marte” în episodul TKO, una se vede orbitând Pământul, iar alta a fost distrusă vizibil când Minbari a urmărit navele Pământului înapoi la baza lor la începutul războiului Pământ-Minbari. 

## Armata
Forța militară a Alianței Pământului se numește EarthForce. EarthForce are cea mai mare armată din oricare dintre rasele mai tinere, cu unele estimări care indică că EarthForce are peste 20.000 de nave în timpul Babylon 5. EarthForce este singura rasă care a creat vreodată un „Super Soldat”, care ar putea să se miște cu viteze incredibile și să-i zdrobească pe alții fără efort. EarthForce este, de asemenea, singura rasă care a construit vreodată și susține cantități masive de tehnologii ascunse. EarthForce a creat hibridul Omega-Shadow în sezonul 4, iar mai târziu, în Crusade, EarthForce a construit o navă ca a Umbrelor. EarthForce a avut nave atât de puternice datorită multor proiecte negre și a obținut tehnologie secretă, încât Pământul a construit, probabil, cele mai puternice nave față de oricare dintre rasele tinere: distrugătorul clasa Warlock și nava Shadow Hybrid  văzută în Crusade. 
Armata este separată în trei ramuri: 
- Forțele navale - toate navele și echipajele navelor și ale stațiilor spațiale fac parte din această categorie. Ofițerii și trupele poartă uniforme albastre.
- Infanteria - forțele terestre ale Alianței Pământului. Poartă uniforme maro.
- Securitate - forțele de securitate aflate pe stațiile spațiale ale Pământului. (Nu se știe dacă servesc la bordul navelor.) Uniformele lor sunt de culoare gri deschis.

Membrii EarthForce se pot transfera între cele trei ramuri are armatei- tatăl doctorului Stephen Franklin a fost ofițer al Forțelor navale (a servit ca prim ofițer pe o navă stelară a Pământului), dar apoi îl întâlnim ca general de infanterie. Toate cele trei ramuri folosesc un sistem mixt de ranguri, încorporând ranguri în stilul Armatei și ale Marinei americane actuale.

## Dezvoltare timpurie
Alianța Pământului a fost fondată în 2085 de țările Australia, Regatul Unit, Canada, Irlanda, Olanda, Japonia, Noua Zeelandă, Africa de Sud și Statele Unite în perioada următoare celui de-al treilea război mondial pentru a înlocui ineficienta Organizație a Națiunilor Unite. Națiunile fondatoare au întreprins, de asemenea, o puternică încercare de a explora spațiul cosmic prin înființarea de baze pe Lună și o colonie pe Marte până în 2090. 
Guvernul Alianței Pământului se numește EarthGov și are sediul la Geneva, Elveția. Alianța Pământului este o democrație liberală reprezentativă în majoritatea episoadelor. Earthgov este reglementat de Constituția Alianței Pământului, care are o asemănare puternică cu Constituția Statelor Unite și are forma parlamentară britanică de guvernare (sistemul Westminster). Directorul executiv al Earthgov este președintele, care la rândul său are un vicepreședinte și alți asistenți denumiți miniștri. Legislativul este denumit Senatul Pământului, care este format din reprezentanți din statele naționale ale Pământului. Până în 2132, Alianța Pământului a devenit organul oficial de conducere al umanității și al Pământului. Cu toate acestea, unele națiuni au rezistat să se alăture Alianței Pământului și în cele din urmă au recurs la violență pentru a încerca să-i perturbeze activitățile. După ce orașul San Diego a fost distrus de un atac terorist nuclear în 2157, Alianța Pământului a învins toate națiunile opuse într-un scurt război, iar Alianța Pământului a devenit un adevărat guvern global. Deși Pământul este unit sub acest guvern, statele națiune individuale încă există în universul B 5, iar unele națiuni se plâng încă de politicile Alianței, cum ar fi atunci când Interstellar Network News a raportat că guvernul Indoneziei s-a plâns că nu a primit cota justă a ajutorului financiar de la Earthgov. 
Alianța Pământului a început să trimită nave în spațiu, nave în care oamenii au fost puși în stază în speranța de a găsi viață extraterestră. În 2156, o flotă de patrulare a Centauri a făcut primul contact cu Pământul. 
După ce a făcut primul contact cu Centauri, Alianța Pământului a înregistrat o dezvoltare masivă. Cu tehnologia achiziționată de la Centauri (în principal cu obiecte terestre artistice și culturale), Alianța a putut avansa tehnologic sute de ani în doar câteva decenii. Oamenii au început să ajungă în alte sisteme stelare. După ce expansiunea a adus Pământul în conflict cu o serie de rase extraterestre, o organizație militară numită EarthForce a fost creată de Alianță pentru a proteja Pământul și coloniile ei de atacurile extraterestre. În 2230, ca răspuns la cererile de ajutor din partea Ligii Lumilor Nealiniate, Alianța Pământului s-a alăturat războiului împotriva rasei Dilgar. Dilgar era o specie războinică, au invadat brutal și au cucerit numeroase lumi, folosind extratereștrii în experimente medicale și științifice sadice. Doi ani de la intrarea Alianței Pământului în război, Dilgar a fost învins și gonit de pe teritoriile Ligii înapoi la Omelos. Pământul a căpătat o mare influență între numeroase guverne extraterestre (vezi Războiul Dilgar). 
După Războiul Dilgar, Alianța Pământului a început o altă rundă de extindere. Cu toate acestea, în 2245 Alianța Pământului a avut un prim contact dezastruos cu o rasă extraterestră izolaționistă numită Minbari, ceea ce a dus la războiul devastator Pământ-Minbari. Minbari era o rasă avansată cu cel puțin o mie de ani și a folosit o tehnologie puternică, depășind capacitățile și resursele raselor tinere din acea perioadă. Navele de luptă Minbari Sharlin aveau fascicule puternice „tăietoare” superioare, precum și o formă avansată de tehnologie sigură, care împiedica navele Alianței Pământului să le țintească automată, lăsând în schimb opțiunea țintirii  manuale total ineficiente. Navele și soldații EarthForce au luptat curajos, dar după doi ani de lupte sângeroase și pierderi grele pentru Alianța Pământului (pierderile Minbari erau de 2 nave Sharlin, 3 crucișătoare grele și o cantitate necunoscută de forțe terestre), Minbari s-a îndreptat direct spre Pământ, ocolind restul coloniilor și intenționând să termine acest război  printr-un genocid asupra planetei mamă a oamenilor. Bătălia finală și cea mai disperată a războiului a fost Bătălia Liniei, unde Minbari s-au predat brusc, după ce au descoperit că pilotul uman pe care l-au capturat, Jeffrey Sinclair, ar fi reîncarnarea celui mai mare lider al lor, Valen.

## Perioada de dictatură
În anii de după războiul Pământ-Minbari, Alianța Pământului a început un efort masiv de a-și reconstrui forța militară. Un mare accent a fost pus pe dezvoltarea de arme noi și îmbunătățite și nave de război. Până în 2257, o rețea (grilă) de apărare planetară proteja Pământul; grila de apărare era formată din platforme orbitale armate cu rachete anti-navă, tunuri cu fascicul de particule și tunuri cu energie-plasmă. În plus, au fost construite nave de război mai mari și mai puternice, cum ar fi noile distrugătoare din clasa Omega, și a fost dezvoltată o nouă clasă de nave de atac care era mai rapidă și mai bine armată decât versiunile mai vechi și care ar putea zbura și într-o atmosferă planetară la fel ca în spațiu. Alianța Pământului spera, de asemenea, să prevină un alt război prin începerea Proiectului Babylon. Cu ajutorul Minbari, Alianța Pământului a planificat construirea unei stații spațiale enorme, care ar servi la crearea unei mai bune înțelegeri între oameni și extratereștri și ar permite ambasadorilor din diferite guverne galactice să dezbată în mod pașnic diferențele lor fără a recurge la război. Primele trei stații Babylon au fost sabotate sau distruse de teroriștii anti-extratereștri de pe Pământ. Stația Babylon 4 a fost construită cu succes, dar a dispărut în mod misterios doar câteva ore înainte de a fi funcțională. (Stația Babylon 4 a apărut câteva momente 4 ani mai târziu înainte de a fi dusă înapoi în timp cu 1000 de ani). În sfârșit, stația Babylon 5 a fost construită și deschisă în 2257 pentru comerțul și diplomația interstelară. 
Cu toate acestea, în ciuda deschiderii reușite a Babylon 5, au apărut diferite probleme în cadrul Alianței Pământului. Un număr tot mai mare de oameni din Earthgov - inclusiv politicieni de nivel înalt, generali și membri ai Psi Corps - au devenit hotărâți să saboteze Proiectul Babylon. Acești oameni erau profund suspicioși cu privire la rasele extraterestre (în special Minbari) și doreau ca Pământul să devină mai izolat și mai xenofob. În cele din urmă, acest grup a fost ajutat de un bărbat misterios pe nume Morden, care a vorbit în numele unei rase extraterestre antice și extrem de puternică, cunoscută doar sub numele de Umbrele Cu ajutorul și încurajarea lui Morden, un grup de oficiali Earthgov, conduși de vicepreședintele Morgan Clark, au conspirat pentru a-l asasina pe Luis Santiago, președintele Alianței Pământului. În 2258, Santiago a fost asasinat brutal împreună cu personalul și echipajul său într-o explozie „accidentală” a navei sale naționale, EarthForce One, iar vicepreședintele Clark și-a asumat președinția. Clark abandonase un tur de bunăvoință pe Io și părăsise EarthForce One cu o presupusă infecție virală. Odată ce a fost numit în funcție, Clark și-a așezat în secret, constant, adepții săi fideli în poziții cheie pentru a controla EarthForce și EarthGov. De asemenea, el a început să transforme Alianța Pământului într-un stat militar fascist, orwellian, organizând grupuri precum „Nightwatch”, o forță de poliție para-militară, care să spioneze oameni „neloiali”. De asemenea, el a redenumit mai multe agenții Earthgov, astfel încât Ministerul Apărării a devenit „Ministerul Păcii”, iar Ministerul Informațiilor a devenit „Ministerul Adevărului”. Cu toate acestea, președintele șefului de stat comun al EarthForce, generalul William Hague, a suspectat că acesta a fost implicat cumva în moartea lui Santiago. El și-a format ascuns propria rețea pentru a descoperi adevărul. Dacă Clark ar fi implicat, Hague plănuia să-și prezinte dovezile în fața Senatului Pământului pentru a-l demite pe Clark din funcția sa. Unul dintre membrii rețelei  a fost căpitanul John Sheridan, un erou al războiului Pământ-Minbari și comandantul Babylon 5. Sheridan a adus în cele din urmă restul personalului de comandă al Babylon 5 în rețea și împreună au acumulat încet, dar constant, dovezi care l-au  implicat pe Clark în moartea lui Santiago. 
În 2260, comandantul Susan Ivanova, ofițerul executiv al Babylon 5, a descoperit o dovadă solidă că președintele Clark a planificat și a participat la moartea președintelui Santiago. Când aceste dovezi au fost prezentate Senatului Pământului, Clark a declarat brusc legea marțială și a suspendat Constituția Alianței Pământului, folosind un atac asupra unei instalații de cercetare EarthForce drept motiv pentru a da astfel de ordine. Acum, după ce s-a declarat dictator în fața tuturor, Clark a desființat Senatul Pământului, a plasat trupe militare în conducerea tuturor marilor orașe ale Pământului, a zdrobit orice opoziție deschisă și a preluat controlul presei, cum ar fi Interstellar Network News. A folosit mass-media pentru a răspândi propaganda în sprijinul opiniilor sale și pentru a difuza minciuna conform căreia el a declarat legea marțială pentru a împiedica extratereștrii să preia controlul asupra Pământului. Drepturile tradiționale precum libertatea de exprimare, libertatea presei și alegerile libere au fost toate abolite de Clark. 
Cu toate acestea, s-a dezvoltat rapid o mișcare de rezistență. Condusă de generalul Hague, o serie de nave de război EarthForce au refuzat să se supună ordinelor lui Clark și au început o rebeliune. Câteva colonii ale Pământului, precum planeta Marte, au refuzat să îndeplinească ordinele lui Clark privind impunerea legii marțiale; Navele EarthForce loiale lui Clark au bombardat apoi Marte și au atacat orice colonie care a rezistat guvernului lui Clark. Două colonii majore ale Pământului, Proxima 3 și Orion 7, și-au declarat independența față de Alianța Pământului; acestora li s-a alăturat Babylon 5. Acest lucru l-a determinat pe Clark să trimită o flotă considerabilă de nave de război loiale lui, să preia controlul asupra Babylon 5 și să-i aresteze personalul de comandă. Cu toate acestea, căpitanul Sheridan s-a alăturat navelor de război rebele EAS Churchill și EAS Alexander, și navelor de război Minbari, pentru a învinge flota terestră atacatoare și a-i forța să se retragă. Babylon 5 a devenit apoi un stat independent și a fost ieșit din Alianța Pământului pentru următorii doi ani. Cu toate acestea, Războiul Civil a ieșit din atenția celor de pe Babylon 5 în cel de-al doilea Război cu Umbrele, iar personalul de comandă al Babylon 5 a acordat puțină atenție evenimentelor din Alianța Pământului până la încheierea acestui conflict epic care a afectat toată galaxia. 

### Războiul civil al Alianței Pământului
După încheierea celui de-al doilea război cu umbrele, căpitanul Sheridan și-a îndreptat atenția spre răsturnarea președintelui Clark și eliberarea Pământului și a coloniilor sale. Un moment cheie de cotitură a fost atunci când Clark a ordonat navelor de război să asedieze colonia rebelă Proxima 3 pentru a o menține în cadrul Alianței Pământului. Când navele de război loiale lui Clark au atacat și au ucis 10.000 de civili nevinovați care încercau să scape, Sheridan a luat flota sa avansată de Stele Albe pentru a salva colonia. Într-o luptă scurtă, dar brutală, Stelele Albe ale lui Sheridan au dezactivat sau au distrus mai multe distrugătoare din clasa Omega ; dar victoria lui s-a datorat în principal faptului că a convins mai mulți (mai mult de jumătate) dintre distrugătoarele EarthForce prezente în luptă să treacă de partea lui Sheridan. După eliberarea coloniei Proxima 3, flota lui Sheridan a început să se deplaseze spre Pământ. 
În timp ce călătoreau spre Pământ, li s-au alăturat numeroase nave - distrugătoare și crucișătoare ale EarthForce - ale căror echipaje nu mai doreau să-l susțină pe Clark și regimul său fascist. Cu toate acestea, multe nave EarthForce au rămas fidele lui Clark și, ca urmare, au avut loc numeroase bătălii, ceea ce a dus la distrugerea multor Stele Albe și la mai multe bătălii pierdute de  Sheridan și de flota sa de Stele Albe.  Luptele dintre navele Earthforce și flota de Stele Albe au fost întotdeauna un dezastru pentru ambele părți, dar, în final, Sheridan a fost învingător în majoritatea luptelor, deoarece a reușit să convingă multe nave EarthForce să se alăture de partea sa.
În efortul de a submina susținătorii lui Sheridan de pe Pământ, Clark a început să răspândească propaganda că Sheridan se află sub influența extraterestră sinistră (în special a rasei Minbari). Pentru a descuraja echipajele EarthForce să se alăture lui Sheridan, echipajelor li s-a spus că Sheridan a ucis pe toți oamenii găsiți la bordul navelor de pe Pământ capturate și i-a înlocuit cu echipaje Minbari. 
În timp ce forțele lui Sheridan se apropiau de sistemul solar al Pământului, Clark și-a dezlănțuit arma secretă - o escadrilă de șase distrugătoare din clasa Omega, care au fost modernizate cu tehnologia Umbrelor, cu bio-armuri și fascicule de particule ale umbrelor care aveau capacitatea de a distruge o Stea Albă într-o singură lovitură. Se credea că toate distrugătoarele Omega-X sunt distruse (dar nu s-a confirmat) într-o luptă foarte acerbă de către o mare escadrilă de Stele Albe (peste 20 de Stele Albe au luat parte la această bătălie) sub comanda Susanei Ivanova, dar majoritatea Stelelor Albe au fost distruse sau au suferit pagube severe. Nava Ivanovei a fost avariată puternic și ea a fost rănită grav. Sheridan a fost capturat de EarthForce după ce a căzut într-o capcană și torturat într-o instalație Earthgov de pe Marte, dar în cele din urmă a fost salvat de mișcarea rebelă „Marte Liber”; ulterior a fost ajutat să scape și a revenit în flota sa. 
Apoi s-a apropiat de Marte cu o armată masivă de Stele Albe, cu navele EarthForce care i s-au alăturat și un număr mare de nave de război de la diverse guverne extraterestre care i s-au alăturat într-un spectacol de sprijin. Sheridan și flota sa erau aproape siguri că vor pierde în fața unei flote atât de masive EarthForce de nave din clasa Omega (33 de nave din clasa Omega plus rețeaua de apărare a Pământului, care avea capacități masive anti-nave). Cu toate acestea, Sheridan în mod secret a influențat telepații modificați de la  bordul a 30 de nave din clasa Omega ale EarthForce loiale lui Clark; mai mulți dintre acești telepați s-au contopit cu sistemele de calculatoare ale distrugătoarelor și le-au dezactivat, distrugătoarele neafectate fiind rapid dezactivate de flota rebelă. În acest fel, Sheridan a învins flota fidelă fără a fi obligat să distrugă niciuna dintre nave, salvând viețile echipajelor și piloților ambelor părți, păstrând intacte capacitățile militare ale Pământului și evitând o înfrângere chiar la sfârșitul războiului. Distrugătoare din clasa Omega loiale lui Clark erau conduse de generalul Lefcourt, un prieten apropiat al lui Sheridan, care a servit ca mentor al său la Academia EarthForce. Sheridan și-a condus apoi flota pe Pământul propriu-zis, unde singurul lucru care a rămas protejând Pământul a fost rețeaua de apărare a Pământului (deoarece cele 33 de distrugătoare Omega erau încă dezactivate). Grila de apărare a Pământului a deschis focul și a distrus multe dintre navele conduse de Sheridan. În timp ce această luptă intensă a avut loc deasupra Pământului, oamenii din interiorul Domului (Earthdome) au mers în biroul lui Clark pentru a-l pune pe președinte în arest, dar înainte ca aceștia să poată ajunge la el, Clark s-a sinucis, alegând moartea decât să fie luat prizonier de către personalul Earthgov.
Înainte de a se sinucide, Clark a îndreptat rețeaua de apărare planetară spre suprafața Pământului, pentru a distruge pământul. Pentru a împiedica ca planeta să fie devastată, flota lui Sheridan a distrus rețeaua de apărare înainte să provoace daune planetei. Nava lui Sheridan Agamemnon a fost salvată de la distrugere de către distrugătorul generalului Lefcourt, Apollo, care tocmai sosise de pe Marte. Odată cu moartea lui Clark, senatoarea Susanna Luchenko din Consorțiul rus a fost numită președinte al Alianței Pământului. Într-un acord prealabil cu mișcarea Marte Liber, Sheridan l-a convins pe președintele Luchenko să-i acorde planetei Marte independența. Odată cu căderea lui Clark, legea marțială a fost anulată și democrația și Constituția Alianței Pământului au fost restaurate. 

## În Alianța Interstelară
Președintele Luchenko și guvernul democratic recent reformat al Alianței Pământului s-au alăturat Alianței Interstelare în 2262, nu mult timp după fondarea sa inițială de către John Sheridan și Delenn. Acordul era ca Pământul să se alăture dacă ar permite independența planetei Marte și și-ar retrage toate trupele din coloniile rebele care doreau să rămână independente. Pământul ar primi în schimb tehnologia gravitației artificiale de la Minbari la intrarea sa în Alianță. Până în 2267 Pământul a câștigat suficient acces la tehnologii avansate pentru a participa la un program comun de cercetare și dezvoltare cu Minbari, pentru o navă de război tactică la scară largă. Rezultatele au fost distrugătorul clasa Warlock și distrugătorul clasa Victory. Clasa Victory era dotată cu tehnologii de arme și blindaje ambele extrem de avansate și chiar o armă primară Vorlon și tehnologia Minbari stealth. Nava avea o lungime de peste 2 mile și era foarte manevrabilă. 
Detaliile independenței marțiene nu sunt clare: în timpul serialului Crusade colonia este descrisă ca „un membru independent al Alianței Pământului”. 
În acel an, Drakh a atacat Pământul, dar atacul lor a eșuat și forțele lor au fost distruse, dar Drakh a lansat o plagă peste planetă care ar ucide toți oamenii de pe Pământ în termen de 5 ani dacă nu este găsit un remediu. Alianța Interstelară a împrumutat Alianței Pământului  prototipul clasei Victory supraviețuitoarea IAS Excalibur pentru a ajuta la găsirea unui remediu împotriva ciumei. 
După ce Pământul a învins Drakh, se crede că EarthForce a câștigat și mai multă tehnologie din numeroasele nave distruse Drakh și din resturile plutitoare prin spațiu. 
La sfârșitul sezonului patru din Babilonul 5, s-a arătat că Pământul a rămas membru al Alianței Interstelare (ISA) timp de 500 de ani de la aderarea sa inițială. Cu toate acestea, Pământul a fost la un pas de un alt război civil. Au apărut două tabere, una susținând aderarea continuă la ISA și Politdivision, care s-a opus. O hologramă a lui Michael Garibaldi a înregistrat planul de război al Politdivision și l-a transmis ISA și facțiunii pro-ISA. Această avertizare timpurie a unei lovituri preventive și a conflictului care a rezultat a dus la distrugerea Politdivisionului și la devastarea Pământului. După aceea, civilizația terestră a căzut înapoi în ceva asemănător Evului Mediu. 
Alianța Interstelară a trimis Rangeri umani să reconstruiască lent și pe ascuns Pământul, sub pretextul redescoperirii vechilor tehnologii, reconstruind astfel încrederea, precum și civilizația. La un milion de ani de la fondarea  Alianței Interstelare, un Anla'shok (Ranger) este văzut colectând ultima înregistrare a istoriei Pământului, dovedind că Pământul a aderat din nou la  Alianța Interstelară. S-a arătat, de asemenea, că umanitatea a evoluat în ființe imateriale bazate pe energie, care dețin o tehnologie similară Vorlonilor de mult timp dispăruți, dar aspectul lor este similar cu al Primului Lorien. 